# 葡萄牙第一共和國
葡萄牙第一共和國 (葡萄牙語：Primeira República Portuguesa) 是1910年至1926年間曾短暫統治葡萄牙的共和政權。1910年，葡萄牙共和黨發動十月初五革命，推翻了自中世紀建國以來的君主政體，迫使布拉干薩王朝的曼努埃爾二世流亡海外。
雖然成功推翻王政並建立共和，但第一共和國祚的十六年間共有九位總統及四十四位總理，並持續處於「政治動盪、無政府狀態、貪污腐敗、騷亂和掠奪、暗殺、任意監禁和宗教迫害」之中。最終，葡萄牙軍部於1926年發動國民革命推翻第一共和，於短暫的臨時軍政府後重新立憲，並於威權主義者薩拉查帶領下建立第二共和。

## 歷史
史學界有許多有關十月初五革命的研究，其中最重要的是瓦斯科·普利多·瓦伦特的立論，这位历史学家假定了葡萄牙共和党所进行革命的雅各宾派和以城市为中心的性质，并声称共和党已将共和政权变成事实上的独裁政权。这一愿景与旧的关于第一个共和国是一个进步和日益民主的政权的解释相冲突，后者与萨拉查随后的独裁形成了鲜明的对比。
共和国宪法於1911年通過，由此开创了一个总统权力被削弱、议会两院被制約的议会制政权。宪法一般给予充分的公民自由，但天主教徒的宗教自由是个例外。

### 宗教
共和国堅實遵循的自由主义及世俗主義思想，强烈反对宗教並主張废除天主教会擁有的龐大權力。历史学家斯坦利·佩恩指出，“大多数共和党人的立场是，天主教是中产阶级个人主义激进主义的头号敌人，作为葡萄牙的影响力来源，必须彻底打破。” 在司法部长阿方索•科斯塔的领导下，革命立即将矛头指向天主教堂：教堂被洗劫，修道院被袭击，神职人员被骚扰。临时政府刚一成立，就开始把全部注意力集中在反宗教政策上，尽管经济形势十分糟糕。10月10日，即共和国成立5天之后，新政府颁布命令，禁止一切修道院和宗教修会。所有宗教机构的居民都被驱逐，他们的物品被没收。耶稣会士被迫丧失了他们的葡萄牙公民身份。一系列反天主教的法律和法令接踵而至。11月3日，通过了一项使离婚合法化的法律，随后又有一些法律承认非婚生子女的合法性，批准火葬，使墓地世俗化，禁止在学校里进行宗教教育，禁止穿袈裟。此外，教堂鸣钟表示礼拜时间受到一定的限制，公众庆祝宗教节日也受到压制。政府还干预神学院的运作，保留任命教授和确定课程的权利。这一系列由阿丰索·科斯塔起草的法律最终导致了1911年4月20日通过的政教分离法。
共和主义者大多是反教权主义者，在政教分离问题上对宗教持“敌对”态度，比如法国大革命、1917年的墨西哥宪法和1931年的西班牙宪法。1911年5月24日，教皇庇护十世发布教皇通谕，谴责新共和国的反教权主义剥夺了宗教公民自由，并“在葡萄牙实施了一系列令人难以置信的暴行和罪行，压迫教会”。

### 政党
葡萄牙共和党不得不忍受其较为温和的成员的分裂，这些成员组成了保守的共和主义政党，如进化党和共和党联盟。尽管存在这些分歧，但由阿方索·科斯塔领导的葡萄牙共和党仍保持着主导地位，这在很大程度上归功于从君主制继承下来的庇护主义政治。

## 延伸閱讀
- Leal, Ernesto Castro. "Parties and political identity: the construction of the party system of the Portuguese Republic (1910–1926)." E-journal of Portuguese History 7#1 (2009): 37–44. Online[永久]
- Meneses, Filipe Ribeiro De. Afonso Costa (London: Haus Publishing, 2010); 227 pp. excerpt （页面存档备份，存于）
- Sardica, José Miguel. "The Memory of the Portuguese First Republic throughout the Twentieth Century," E-Journal of Portuguese History (Summer 2011) 9#1: 1–27. online （页面存档备份，存于）
- Wheeler, Douglas L. "The Portuguese revolution of 1910." Journal of Modern History (1972): 172–194. in JSTOR （页面存档备份，存于）
- Wheeler, Douglas L. Republican Portugal: a political history, 1910–1926 (U of Wisconsin Press, 1999)

38°42′N 9°11′W / 38.700°N 9.183°W